# Gresande
Gresande (oficialmente Santiago de Gresande) es una parroquia española del municipio de Lalín, perteneciente a la provincia de Pontevedra, en la comunidad autónoma de Galicia.

## Historia
Hacia mediados del siglo XIX, el lugar, ya por entonces perteneciente a Lalín, tenía contabilizada una población de doscientos habitantes. Aparece descrito en el octavo volumen del Diccionario geográfico-estadístico-histórico de España y sus posesiones de Ultramar de Pascual Madoz con las siguientes palabras:

GRESANDE (Santiago de): felig. en la prov. de Pontevedra (10 leg.), part. jud. y ayunt. de Lalin, dióc. de Lugo (10). sit. entre los r. Deza y Asneiro, con buena ventilacion y clima saludable. Tiene unas 45 casas repartidas en las ald. de su nombre, y en las de Insua, Porreiros, Ramil, Souto y Vales. La igl. parr. (Santiago), de la que es aneja la de San Jorge de Cristimil, está servida por un cura de primer ascenso y patronato lego. Confina el térm. con las felig. de Ansean, Sotolongo y Cristimil. El terreno participa de monte y llano y es de buena calidad. Los caminos locales y malos. prod.: trigo, maiz, centeno, patatas, legumbres, hortaliza y pastos: se cria ganado vacuno, de cerda, lanar y cabrio: hay caza de liebres, conejos y perdices. pobl.: 45 vec., 200 alm. contr. con su ayunt. (V.)
(Madoz, 1847, p. 593)

En 2022, tenía empadronados 170 habitantes.